# L'inferno sommerso
L'inferno sommerso (Beyond the Poseidon Adventure) è un film diretto da Irwin Allen nel 1979 e seguito di L'avventura del Poseidon (The Poseidon Adventure) di Ronald Neame (1972).

## Trama
Il capitano Mike Turner, oberato dai debiti, mentre naviga sulla sua barca Jenny perde il carico nella stessa notte di tempesta del naufragio della nave da crociera Poseidon, il cui fondo è però ancora a galla. Il giorno dopo, insieme al collega Wilbur Hubbard e alla giovane avventuriera Celeste Whitman, il capitano avvista un elicottero della marina francese - lo stesso che ha tratto in salvo i sei membri del gruppo del reverendo Frank Scott - che si allontana verso la costa mentre loro arrivano al relitto dove incontrano la squadra di Stefan Svevo, che dice di essere un medico greco il cui yacht "Irene" ha ricevuto l'SOS dalla nave.
Entrati, trovano ancora dei superstiti: il sommelier Tex, l'ex marine Frank Mazzetti, sua figlia Theresa in compagnia di Larry Simpson, l'addetto agli ascensori, gli anziani coniugi Hannah ed Harold Meredith, quest'ultimo cieco, l'infermiera Gina Row e la bellissima passeggera Suzanne Constantine. Attraversati passaggi angusti e metà della nave scoprono le vere intenzioni di Svevo: vuole recuperare le casse di armi trasportate all'interno della stiva grazie anche alla complicità di Suzanne che però successivamente lui stesso fa eliminare.
Il gruppo arriva nella sala macchine e, entrati nei serbatoi, Hannah cade morendo affogata mentre Mazzetti è morto durante una sparatoria e all'uscita dalla nave Wilbur si sacrifica per salvare gli altri poiché le bombole di ossigeno necessarie per risalire in superficie non sarebbero state sufficienti; usciti a galla, vedono Svevo e i suoi uomini che cercano di fare uscire le casse con le armi. Mike e Celeste passano nuovamente sott'acqua per non essere avvistati e raggiungere la Jenny. Raggiunta la barca la mettono in moto, richiamando l'attenzione dei trafficanti che cominciano a sparare loro addosso per non lasciare testimoni. Celeste spara loro addosso con un fucile ferendo uno degli uomini di Svevo alla spalla. Nel mentre gli altri, che si erano nascosti lungo la fiancata della nave, cercano di raggiungere la Jenny a nuoto, però Tex viene ucciso dagli uomini di Svevo con una mitragliatrice. Mike, Celeste, Theresa, Larry, Gina ed Harold riescono a nuoto a raggiungere la Jenny, che si allontana dopo averli presi a bordo. Larry prende il fucile e spara contro i contrabbandieri per coprire la fuga. Mentre si allontanano vedono esplodere il relitto del Poseidon, insieme a Svevo e ai suoi uomini. Dopodiché i sopravvissuti pensano alla loro vita futura: Larry si è innamorato di Theresa e Celeste rivela a Mike di aver recuperato dalla cassaforte un diamante per lui che la bacia.

## Produzione
Il film, diretto da Irwin Allen su una sceneggiatura di Nelson Gidding con il soggetto di Paul Gallico (autore del romanzo), fu prodotto da Irwin Allen per la Warner Bros. Pictures e girato nei Warner Brothers Burbank Studios a Burbank in California.

## Distribuzione
Il film fu distribuito con il titolo Beyond the Poseidon Adventure negli Stati Uniti dal 18 maggio 1979 al cinema dalla Warner Bros. Pictures.
Altre distribuzioni:
- in Finlandia il 29 luglio 1979 (Havets marodörer)
- nei Paesi Bassi il 2 agosto 1979
- in Francia il 5 settembre 1979 (Le Dernier secret du Poséidon)
- in Danimarca il 10 settembre 1979 (Poseidons hemmelighed)
- in Portogallo il 14 settembre 1979 (Para Além da Aventura do Poseidon)
- in Germania Ovest il 14 settembre 1979 (Jagd auf die Poseidon)
- in Svezia il 17 settembre 1979 (Poseidons hemlighet)
- in Norvegia il 21 settembre 1979
- in Messico il 27 settembre 1979 (Mas alla del Poseidón)
- in Finlandia il 5 ottobre 1979
- in Colombia il 25 ottobre 1979
- in Turchia nell'ottobre del 1980 (Poseydon'a dönüs)
- in Spagna (Más allá del Poseidón)
- in Brasile (Dramático Reencontro no Poseidon)
- in Israele (Harpatka B'Posiedon 2)
- in Grecia (Kolasi sto navagio tou Poseidona)
- in Polonia (Po tragedii 'Posejdona')
- in Ungheria (Poszeidon kaland)
- in Italia (L'inferno sommerso)

## Tagline
- "The story is not yet over. Before her fate is sealed by the deep... the superliner Poseidon will reveal one last secret"
- "The greatest adventure story ever filmed... is not yet over"
- "More danger. More survivors. More secrets. Just go beyond"
- "Terror Beyond Imagination"

## Critica
Secondo il Morandini il film è "mal servito da una rozza sceneggiatura" e "il pur notevole cast non basterebbe a risollevarlo".

## Curiosità
Il film inizia mostrando il Jenny alle prese con una violenta tempesta, la stessa sera di Capodanno in cui avvenne la tragedia del Poseidon; la scena lascia intendere che la tempesta stessa fu la causa del disastro, ma così non è, in quanto il Poseidon si ribaltò a causa di un'onda anomala generata da un maremoto, come si può osservare nel primo film (L'avventura del Poseidon), e anzi, il mare quella sera, prima dell'arrivo dell'onda, era poco mosso, quasi calmo.